# أولاد بوزيان (اوطابوعبان)
أولاد بوزيان هي إحدى مشيخات المملكة المغربية، تتبع جغرافيا لإقليم تاونات وإداريًا لاوطابوعبان. يقدر عدد سكانها بـ 6258 نسمة حسب الإحصاء الرسمي للسكان والسكنى لسنة 2004.